# Пуїр
Пуї́р (рос. Пуир) — селище у складі Ніколаєвського району Хабаровського краю, Росія. Адміністративний центр Пуїрського сільського поселення.

## Населення
Населення — 223 особи (2010; 268 у 2002).
Національний склад (станом на 2002 рік):
- росіяни — 66 %
- нівхи — 28 %